# آرچنا
 آرچِنا (به اسپانیایی: Archena) یکی از شهرداری‌های کومارکای شرقی و در بخش خودمختار مورسیا در کشور اسپانیا قرار دارد. تا سال ۲۰۱۰ مساحت این شهرداری ۱۶ کیلومتر مربع و جمعیت آن ۱۸۱۳۵ تَن می‌باشد.